# Новосёловка (Чертковский район)
Новосёловка — село в Чертковском районе Ростовской области.
Входит в состав Шептуховского сельского поселения.

## Население
| 2010 |
| ---- |
| 679  |

## Улицы
| - ул. Веселая, - ул. Дорожная, - ул. Дружбы, - ул. Заречная, - ул. Мира, - ул. Молодёжная, | - ул. Московская, - ул. Набережная, - ул. Песчаная, - ул. Свободы, - ул. Школьная, - пер. Пролетарский. |